# Saurashtra (État)
Pour les articles homonymes, voir Saurashtra.
Saurashtra, également connu sous le nom d'État-Uni de Kathiawar, est un ancien État de l'Inde de 1948 à 1956 sur la péninsule de Saurashtra alias Kathiawar, avec Rajkot pour capitale sur un territoire qui fait maintenant partie de l'état de Gujarat. 

## Histoire

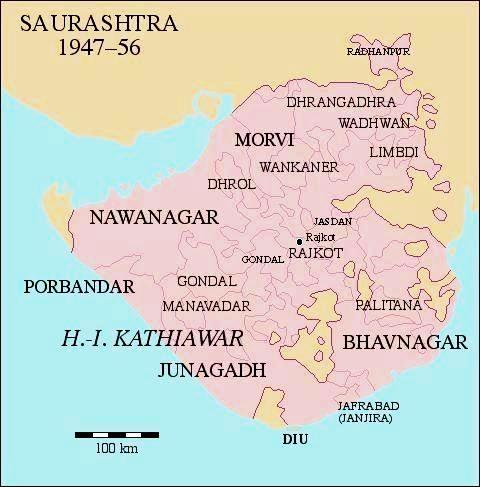
État de Saurashtra (Kathiawar), 1948-1956

### Formation en tant qu'État-Uni de Kathiawar
L’État de Saurashtra à l’origine est appelé l'État-Uni de Kathiawar. Il est créé le 15 février 1948, à partir d'environ 200 grands et petits États princiers des régions coloniales de Baroda, de l'Inde occidentale et du Gujarat, situés sur le territoire du Raj britannique et soumis à un régime colonial direct. 
Le nom d'État est donné d'après les régions de Kâthiâwar et de Saurahstra, qui désignent généralement la même région géographique sur la principale péninsule du Gujarat. 
C’est en grande partie grâce aux efforts et à l’esprit d’État de Sardar Vallabhbhai Patel et à l’influence du Mahatma Gandhi que la plupart des États de Kathiawar ont accepté de rejoindre l’ Union de l’Inde et de signer l’instrument d’adhésion. Cela demandait beaucoup de temps à Patel pour rencontrer et convaincre les princes locaux et les petits sous-officiers, pour un total de 222 dans la seule région de Saurashtra . 
Parmi ceux-ci à Kathiawar Agency, il y avait 14 états salués, 17 états mineurs et 191 états princiers non salués et 46 états (niveau Jagir). La plupart des dirigeants autochtones des États de Kathiawar ont signé un pacte pour la formation des États-Unis de Kathiawar le 24 janvier 1948 ,,,. 
La grande péninsule de Kathiawar comprenait des États princiers importants, notamment des états salués : 
- le vaste État de Baroda, titre Maharaja Gaekwar, salut héréditaire de 21 canons (rang le plus élevé des autochtones dans l'Inde coloniale)
- Idar, titre Maharaja, salut héréditaire de 15 canons
- État de Bhavnagar, titre Maharaja, salut héréditaire de 13 canons (armes locales à 15 armes)
- Navanagar, titre Maharaja Jam Sahib, salut héréditaire de 13 canons (15 armes locales)
- Dhrangadhra (-Halvad), titre Maharaja Raj Sahib, salut héréditaire de 13 canons
- Porbandar, titre Maharaja Rana Sahib, salut héréditaire de 13 canons
- État de Rajpipla, titre Rajpipla, salut héréditaire de 13 canons
- Cambay, titre Nawab, salut héréditaire de 11 canons
- Gondal, titre Maharaja, salut héréditaire de 11 canons
- Morvi, titre Maharan, salut héréditaire de 11 canons
- Wankaner, titre Maharana Raj Sahib, salut héréditaire de 11 canons
- Baria, titre Maharaol, salut héréditaire de 9 canons (11 armes personnelles)
- Dharampur, titre Raja, salut héréditaire de 9 canons (11 armes personnelles)
- Dhrol, titre Thakore Sahib, salut héréditaire de 9 canons
- Limbdi, titre Thakore Sahib, salut héréditaire de 9 canons
- Palitana, titre Thakore Sahib, salut héréditaire de 9 canons
- Rajkot, titre Thakore Sahib, salut héréditaire de 9 canons
- Sachin, titre Nawab, salut héréditaire de 9 canons
- Wadhwan, titre Maharana, salut héréditaire de 9 canons

et de nombreux petits États non salués, y compris des petits États, ne dépassant souvent qu'un ou deux villages, faisant de la péninsule l'Inde la plus fragmentée de l'Inde féodale. 
Parmi les États de Kathiawar, l'État de Baroda, qui était le troisième État princier en importance du monde, ayant ses territoires éparpillés sur Dwarka à l'ouest de Kathiawar et à Bombay au sud, n'a pas signé l'alliance pour la formation des États-Unis de Kathiawar. Au lieu du Gaekwar Maharaja de Baroda, Pratap Singh Gaekwad a déclaré un gouvernement pleinement responsable le 4 septembre 1948, sous Jivraj Narayan Mehta, en tant que Premier ministre de l’État, conformément au programme envisagé par Sardar Patel. L'État de Baroda a ensuite fusionné avec l'État de Bombay le 1er mai 1949,,.  
Sardar Vallabhbhai Patel inaugure les États-Unis de Kathiawar le 15 février 1948. A cette occasion, il a rendu hommage à Jam Sahib et aux autres dirigeants des anciens États princiers de Kathiawar. 
Même après la création des États-Unis de Kathiawar, des parcelles de terres appartenant à des États princiers de Junagadh, Mangrol, Manavadar et d’autres, résidant à Kathiawar, n’adhérent pas à la convention et attendent depuis longtemps de rejoindre le Pakistan. C’est plus tard après l’intégration de Junagadh dans l'Union indienne et un référendum que Junagadh, Mangrol, Manavadar, Babariawad et d’autres font partie intégrante de l’Inde. Toutefois, pour des raisons techniques, ces territoires sont restés, même après référendum, sous l'autorité d'un conseil exécutif composé de représentants populaires de Junagadh, dirigé quelque temps par Samaldas Gandhi, qui aide l'administrateur nommé par le gouvernement indien à gérer les affaires de ces États. 

### Renommé en Saurashtra
En novembre 1948, les États-Unis de Kathiawar sont renommés États-Unis de Saurashtra ou État de Saurashtra, lorsqu'un pacte supplémentaire est négocié et exécuté par les dirigeants indigènes des États princiers fusionnés en États-Unis de Kathiawar.  
Après la création de l’Union de Saurashtra, une deuxième convention supplémentaire est exécutée en janvier 1949, permettant l’intégration de Junagadh à Saurashtra. Quelques jours plus tard, le 20 février 1949, l'administration de l'État de Junagadh (un autre État salué important) ainsi que celle de Mangrol, de Manavadar, de Babariawad, de Bantva et de Sardargarh sont officiellement transférées au gouvernement de Saurashtra.  

### Dissolution
Le 1er novembre 1956 , l'État de Saurashtra cesse d'exister en tant qu'État et est devenu une partie de l'État de Bombay, dont le territoire est élargi ce jour-là pour inclure l'État de Kutch, l'État de Saurashtra, Marathwada & Vidarbha, tandis qu'une partie sud est exclue., qui est allé au Karnataka . 
À la suite mouvement de Mahagujarat, l'État de Bombay est à nouveau dissous et divisé dans deux états distincts de Maharashtra et Gujarat créés sur une base linguistique, le 1er mai 1960 . Avec cela, la zone d'État de Saurashtra redevient une région géographiquement définie, Saurashtra, dans l'État du Gujarat. 

## Officiers en chef

### Rajpramukhs
Les princes suivants des États salués ont servi comme Rajpramukh (premier prince), c’est-à-dire chef d'état   : 
- Krishnakumarsinhji Bhavsinhji (né en 1912 - mort en 1965), dernier souverain de l'État de Bhavnagar, est nommé Rajpramukh en juin 1948 qui sera remplacé par Digvijaysinhji Ranjitsinhji le dernier souverain de Nawanagar, qui est Rajpramukh de 1948 au 31 octobre 1956 [1]
  - Mayurdwajsinhji Meghrajji III, le dernier souverain de l'État de Dhrangadhra, est nommé Upa-Rajpramukh alias Rajapramukh adjoint, qui assumera les fonctions de Rajpramukh par intérim en l'absence du Rajpramukh. Il a travaillé comme Uprajpramukh de 1948 à 1956.